# Meteoriet van Ellemeet

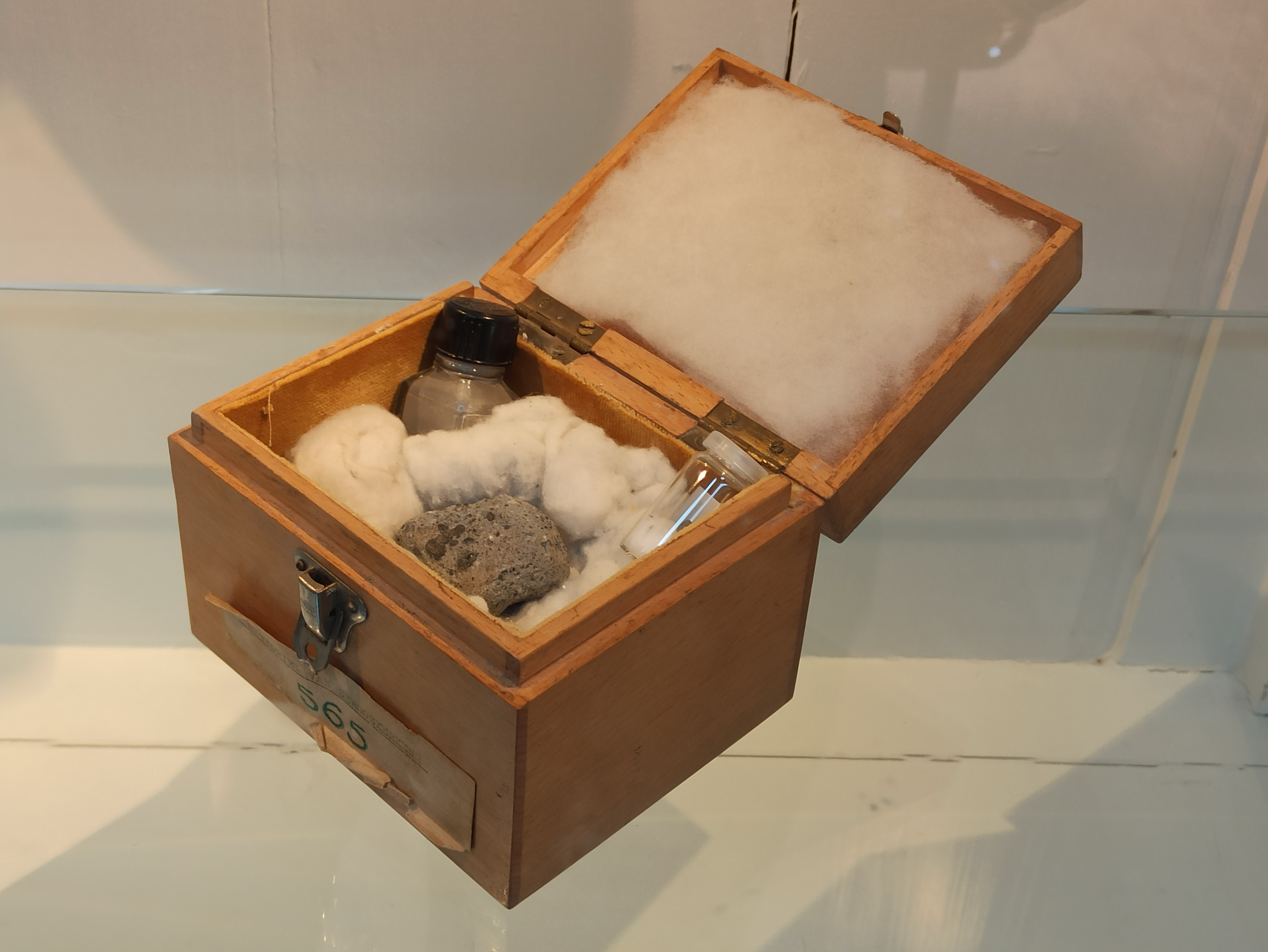
Deel van dw meteoriet in Sonnenborgh

De meteoriet van Ellemeet (ook wel: de meteoriet van Serooskerke) is een meteoriet die op 20 augustus 1925 insloeg bij het Nederlandse dorp Serooskerke, destijds onderdeel van de gemeente Ellemeet, op het eiland Schouwen-Duiveland in de provincie Zeeland. Dit is een bijzondere vondst, omdat het een van de weinige meteorieten is die in Nederland zijn gevonden.

## Kenmerken
De meteoriet van Ellemeet is een steenmeteoriet met een vrij groot aandeel ijzer en nikkel. Net zoals andere meteorieten wordt aangenomen dat de meteoriet van Ellemeet afkomstig is van het zonnestelsel, mogelijk van het oppervlak van een asteroïde of een ander hemelslichaam dat ooit rond de zon draaide. Tijdens zijn reis door de ruimte is hij uiteindelijk in de aardatmosfeer terechtgekomen en op aarde neergekomen. 
De meteoriet werd gevonden tijdens graafwerkzaamheden op een akker. Het bleek een vrij grote en compacte massa te zijn. De meteoriet weegt ongeveer 47 kilogram.
De meteoriet van Ellemeet bevindt zich tegenwoordig in het Rijksmuseum van Geologie en Mineralogie (tegenwoordig onderdeel van Naturalis Biodiversity Center) in Leiden, waar hij wordt bewaard en bestudeerd. Ook zijn delen ervan in Sonnenborgh.